# Кызыл-Таш (Башкортостан)
Кызыл-Таш (баш. Ҡызылташ) — деревня в Туймазинском районе Башкортостана, входит в состав Гафуровского сельсовета. 

## История
Название происходит от названия г. Ҡыҙылташ (ҡыҙыл ‘красный’ и таш ‘гора, камень’)

## Население
| 2002 | 2009 | 2010 |
| ---- | ---- | ---- |
| 26   | ↗31  | ↘26  |

Национальный состав
Согласно переписи 2002 года, преобладающая национальность — башкиры (77 %).

## Географическое положение
Расстояние до:
- районного центра (Туймазы): 16 км,
- центра сельсовета (Дуслык): 25 км,
- ближайшей ж/д станции (Туймазы): 16 км.

## Достопримечательности
- Усеньские столбы — геологический памятник природы, находится на склоне увала, протянувшегося вдоль долины реки Усень — их можно видеть от устья реки Большой Нугуш до понижения в районе деревни Айтактамак. Абсолютная высота увала составляет 220 м, в районе деревни Кызыл-Таш он поднимается на 107 м. Отдельные усеньские "столбы" имеют небольшие пещеры. Самая большая находится возле деревни Кызыл-Таш[6][7][8].